# 宽萼金丝桃
宽萼金丝桃（学名：Hypericum bellum sp. latisepalum）为藤黄科金丝桃属下的一个亚种。

## 扩展阅读
- 維基物種上的相關：宽萼金丝桃